# Mr. Pickwick's Predicament
Mr. Pickwick's Predicament è un cortometraggio muto del 1912 diretto da J. Searle Dawley.

## Produzione
Il film fu prodotto dalla Edison Company.

## Distribuzione
Distribuito dalla General Film Company, il film - un cortometraggio in una bobina - uscì nelle sale cinematografiche statunitensi il 21 agosto 1912. Il 12 ottobre dello stesso anno, il film venne distribuito anche nel Regno Unito.